# 8612-es mellékút (Magyarország)
A 8612-es számú mellékút egy bő 30 kilométer hosszú, négy számjegyű mellékút Győr-Moson-Sopron vármegye déli részén; Beled várostól húzódik Nagycenk térségéig, a 85-ös főút pinnyei szakaszáig.

## Nyomvonala

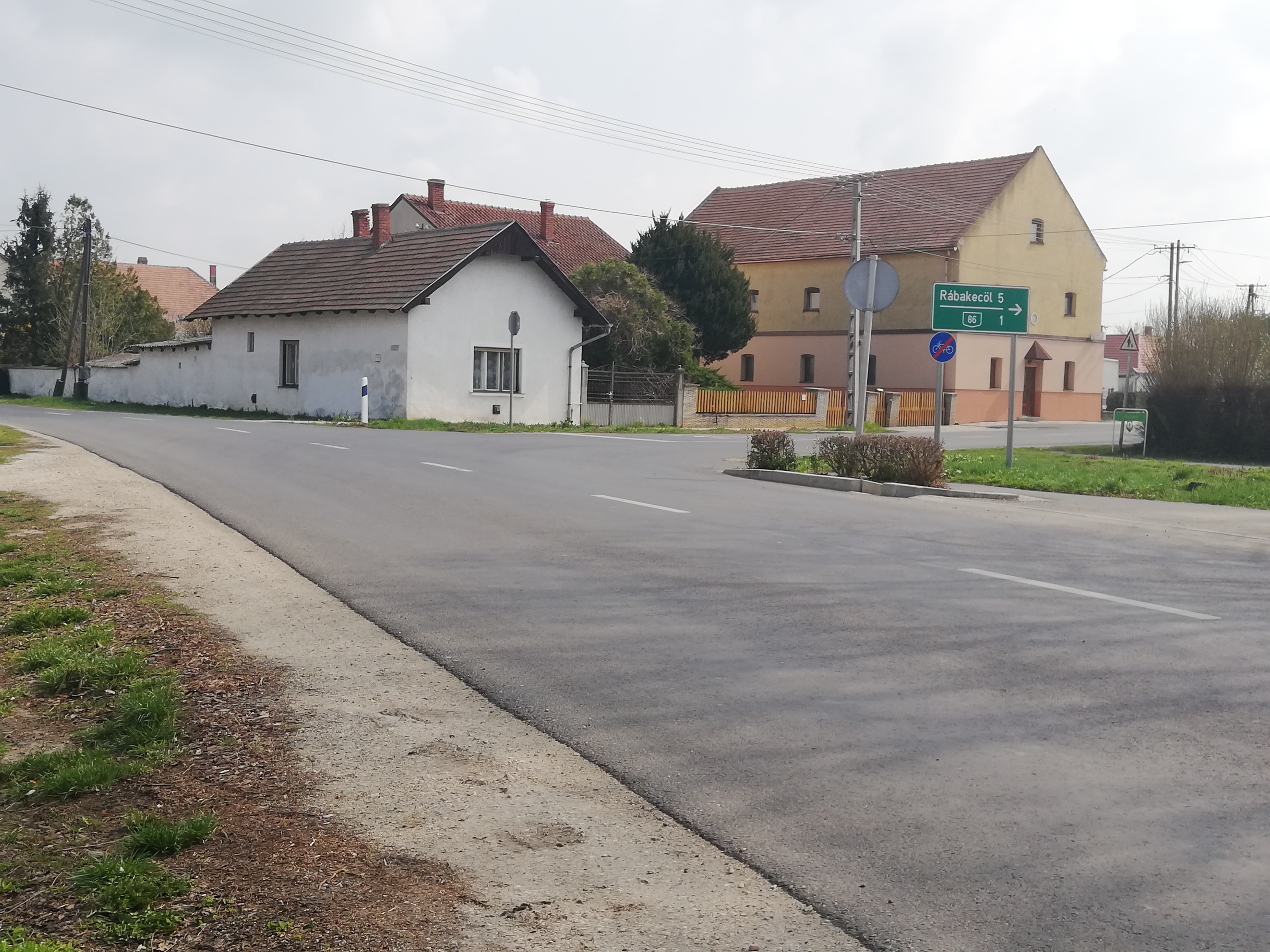
Kiágazása a 8606-os útból, Beled központja felől nézve

Beled központjának keleti részén ágazik ki a 8606-os útból, annak a 12+650-es kilométerszelvénye táján, nyugat felé, Rákóczi utca néven. Bő 600 méter után elhalad a ma iskolaként szolgáló egykori Barthodeiszky-kastély épülettömbje mellett,  1,4 kilométer után pedig áthalad a Kis-Rába hídján. 1,7 kilométer után kiágazik belőle délnyugat felé a 86 306-os számú mellékút a Hegyeshalom–Porpác-vasútvonal Beled vasútállomásának kiszolgálására, majd néhány lépéssel ezután keresztezi is az út a vasút vágányait. A folytatásban már ipartelepek közt húzódik, 2,3 kilométer után keresztezi a Kapuvár-Celldömölk közti 8611-es utat, a csomópontot elhagyva pedig már külterületen halad tovább.
3,8 kilométer után lép Cirák területére, ott szeli át a Répce folyását 4,6 kilométer után; a községet 6,1 kilométer után éri el. Első belterületi szakasza a Beledi utca nevet viseli, majd egy elágazáshoz ér: dél felé a 8614-es út ágazik ki belőle, a 8612-es pedig egy kis időre északnak fordul. Rövidesen újabb elágazása következik: észak felől a 8613-as út torkollik bele, ő maga pedig visszatér a nyugati irányhoz, a Csapodi utca nevet felvéve. A 6+850-es kilométerszelvénye táján kilép a községből, a 8. kilométerénél pedig – immár északnyugati irányban folytatódva – átszeli a következő település, Gyóró határát.
8,2 kilométer után beletorkollik a 8603-as út – amely Farádtól húzódik idáig, átvezetve Gyóró belterületén is –, majd 8,6 kilométer után eléri Dénesfa határszélét; egy darabig a határvonalat kíséri, majd teljesen dénesfai külterületek közé érkezik. Lakott helyet azonban sem Gyóró, sem Dénesfa határai között nem érint, csak egy másik elágazást: 10,1 kilométer után kiágazik belőle Csepreg felé a 8618-as út.

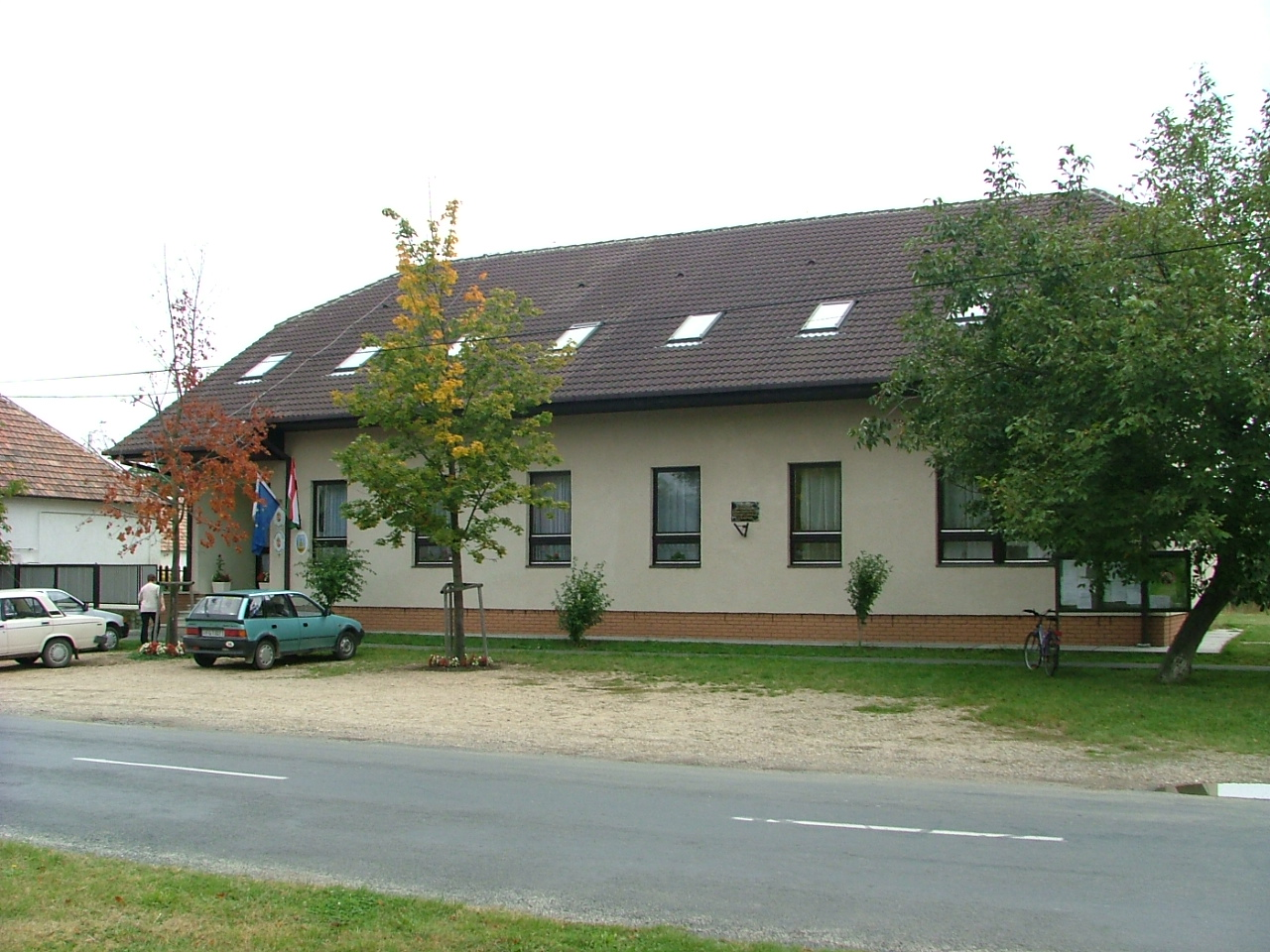
A csapodi községháza, a 8612-es és 8621-es utaknak a falun átvezető közös szakaszával

11,3 kilométer után lépi át Csapod határát, a községben kevéssel a 15. kilométere előtt érkezik meg, a Ciráki utca nevet felvéve. A központban, nagyjából 15,5 kilométer után találkozik a 8621-es úttal, bő 300 méter hosszan közös szakaszon húzódnak Fő utca néven, majd a nyugati falurészben újra különválnak, s a 8612-es nyugat-északnyugati irányban folytatódik, Kossuth Lajos utca néven. Nagyjából 16,2 kilométer után lép ki a belterületről, 17,8 kilométer után eléri Pusztacsalád északkeleti határszélét, de csak körülbelül 18,6 kilométer után hagyja el teljesen Csapodot, miután elhalad a két előbbi település és Fertőszentmiklós hármashatára mellett.
Alig több mint 200 méter után újabb hármashatárt érint – Pusztacsalád, Fertőszentmiklós és Röjtökmuzsaj területeinek találkozási pontját –, majd e két utóbbi település határvonalán húzódva folytatódik több mint 3 kilométeren keresztül. 22,1 kilométer után lép teljesen röjtökmuzsaji területre, de a község mindkét különálló településrészét, a nagyobb kiterjedésű Röjtököt és az attól északra fekvő, jóval kisebb Muzsajt is többé-kevésbé elkerüli. A 24. kilométere után körforgalmú csomópontban keresztezi a 8627-es utat, szűk fél kilométerrel arrébb átszeli az Ikva folyását, újabb mintegy 300 méter után elhalad Muzsaj legdélebbi fekvésű házai mellett, nem sokkal ezt követően pedig el is hagyja a települést.
25,4 kilométer után Nagylózs határai közé ér, de nem sokkal arrébb már az Ebergőchöz tartozó Kislózsmajor mellett halad el. A két község határszélén ágazik ki belőle dél felé az Ebergőc központjáig vezető 86 104-es számú mellékút, de az M85-ös autóutat teljesen ebergőci területen keresztezi – felüljárón, csomópont nélkül –, 26,9 kilométer megtétele után. Rövidesen aztán visszatér a nagylózsi határok közé, de lakott helyeket e községben sem érint, a 29. kilométere után pedig átlép az útjába eső utolsó település, Pinnye területére. Ott is csak lakatlan mezőgazdasági területeket érint, úgy is ér véget, beletorkollva a 85-ös főútba, annak a 62+800-as kilométerszelvénye táján, Pinnye és Fertőhomok határvonalán. Egyenes folytatása a Fertőhomok központjába vezető 8524-es út.
Teljes hossza, az országos közutak térképes nyilvántartását szolgáló kira.gov.hu adatbázisa szerint 30,499 kilométer.

## Települések az út mentén
- Beled
- Cirák
- (Gyóró)
- (Dénesfa)
- Csapod
- (Pusztacsalád)
- (Fertőszentmiklós)
- Röjtökmuzsaj
- (Nagylózs)
- (Ebergőc)
- (Pinnye)
- (Fertőhomok)